# Can Julià (Mataró)
Can Julià era una casa racionalista de Mataró (Maresme).

## Descripció
Edifici de planta baixa i pis amb pati lateral. La façana es componia d'un sòcol d'aplacat de pedra i continuava després l'estucat i l'obra vista. L'acusat voladís del balcó determinava la volumetria de l'edifici i en marcava el caràcter racionalista. La tanca combinava també l'aplacat de pedra, l'arrebossat, l'obra vista i el treball de ferro.